# Chanice Chase-Taylor
Chanice Chase-Taylor, född 6 augusti 1993, är en friidrottare från Kanada. Hon deltog vid olympiska sommarspelen 2016.